# Могилёв-Подольский краеведческий музей
Могилёв-Подольский краеведческий музей - музей в городе Могилёв-Подольский Могилёв-Подольского района Винницкой области Украины.

## История
Музей был создан в 1928 году членами Могилёв-Подольского окружного краеведческого общества. Находится в центральной части города, в двухэтажном кирпичном здании в стиле модерн - бывшем доме купца Гальперина, построенном в 1905 году (памятник архитектуры XX века).
После начала Великой Отечественной войны с 23 июня 1941 года начались воздушные бомбардировки города. 
4 июля советские войска отступили на левый берег Днестра, 7 июля 1941 года начались бои за Могилёв-Подольский. 19 июля 1941 года он был оккупирован немецко-румынскими войсками и включён в состав Румынии. Во время оккупации музей пострадал, экспонаты были разграблены и частично уничтожены. 19 марта 1944 года город был освобождён советскими войсками.
В дальнейшем, краеведческий музей был восстановлен и возобновил работу.

## Фонды
Музейная коллекция насчитывает около 20000 предметов,